# Студенець (річка)
Студене́ць — річка в Україні, у Івано-Франківському районі Івано-Франківської області. Ліва притока Ворони (басейн Дністра).

## Опис
Довжина 8,53 км.

## Розташування
Бере початок поблизу с. Черніїв, тече на північний схід через Черніїв, Хриплин, Микитинці, Угорники та Підпечери, де впадає у Ворону з лівого берега.